# Tripogon jacquemontii
Tripogon jacquemontii är en gräsart som beskrevs av Otto Stapf. Tripogon jacquemontii ingår i släktet Tripogon och familjen gräs. Inga underarter finns listade i Catalogue of Life.